# Bibrka
Bibrka (ukrajinsky Бібрка, rusky Бобрка – Bobrka, polsky Bóbrka) je město ve Lvovském rajónu Lvovské oblasti na Ukrajině. K roku 2004 měla bezmála čtyři tisíce obyvatel. Ve městě je správní  centrum Bibrské městské komunity.

## Poloha
Bibrka leží na potoce Boberka, přítoku Luhu v povodí Dněstru. Od Lvova, správního střediska oblasti, je vzdálen přibližně třicet kilometrů jihovýchodně.

## Dějiny
První zmínka je z roku 1211. Městem se Bibrka stala v roce 1469. V letech 1774 až 1918 spadala do habsburského impéria jako součást Haliče. Po první světové válce se stala součástí druhé Polské republiky, kde spadala do Lvovského vojvodství. Za druhé světové války ji nejprve dobyl Sovětský svaz a následně ji v letech 1941 až 1944 ovládalo nacistické Německo, kde byla součástí Generálního gouvernementu. V této době byla zlikvidována zdejší židovská menšina.
Po konci druhé světové války připadla Bibrka do Ukrajinské sovětské socialistické republiky a od roku 1991 je součástí samostatné Ukrajiny.